# Bolano, Ligurien
Bolano är en ort och kommun i provinsen La Spezia i regionen Ligurien i Italien. Kommunen hade 7 733 invånare (2018).